# Zastava M93
Zastava M93 (còn được biết đến như Crna Strela (Црна стрела)) là súng bắn tỉa công phá được phát triển và chế tạo bởi Zastava Arms ở Serbia.
M93 Black Arrow được thiết kế với cơ chế hoạt động cơ bản của các súng trường vốn đã bắt đầu được sử dụng từ hàng trăm năm trước đã chứng minh nó trở thành một loại vũ khí chính xác.

## Mô tả
Mục đích sử dụng loại súng này chiến đấu tầm xa tấn công các mục tiêu khó có thẻ nhìn thấy và vì thế có cần sử dụng ống nhắm thường là loại 8x với tầm nhắm khoảng 1.800m. Nó cũng có thể gắn các loại ống nhắm khác.
Các loại súng khác biến thể của loại súng này đều đã được thực nghiệm chiến đấu trong các điều kiện khắc nghiệt của chiến trường tại Serbia và Cộng hòa Macedonia.
Nó được thiết kế để sử dụng loại đạn 12.7x108mm và .50 BMG. Sử dụng cơ chế thoi nạp đạn trượt, làm mát bằng không khí, hộp đạn rời và báng súng cố định.

### Một số đặc điểm cấu tạo
- Các đặc điểm chính:

- Thân súng được gia công từ một khối thép chuyên dụng nên có trọng lượng khá nặng: 14,5 kg cho phiên bản dùng đạn 12,7 mm NATO, hoặc 16 kg đối với biến thể dùng đạn Nga. 
- Phần thân Zastava M93 dạng khối vuông với chiều dài khoảng 355 mm, cao 76 mm và rộng chừng 50 mm. Súng được sơn màu đen, không phản chiếu, có khả năng chống chịu thời tiết tốt, đây chính là lý do khiến nó mang tên gọi Black Arrow.
- Nòng của 2 phiên bản có độ dài lần lượt 840 mm và 1.000 mm, được gắn tự do giúp tăng độ chính xác. Đầu nòng có thiết bị hãm nảy hình mũi tên với 2 tầng đối xứng hướng về phía sau một góc 60o. Tỷ lệ xoắn của nòng súng là 1:15,5 inch (đối với loại đạn .50 BMG).
- Báng súng có kích thước lớn với bộ đệm dày nhằm chống lại lực giật rất mạnh từ cỡ đạn 12,7 mm, báng được thiết kế cố định, không thể điều chỉnh, kết nối với thân thông qua 2 thanh kim loại.
- Tay nắm bố trí gần cuối nòng, nằm lệch về bên phải để thuận tiện cho việc di chuyển. Chân chống chữ V được hàn vào phía trên, có các tấm đỡ rộng để tránh bị lún xuống cát hoặc bùn khi ngắm bắn.

## Lịch sử
Trong giai đoạn Thế chiến thứ II, nhà máy có tới 12.000 công nhân và 10.000 máy công cụ. Ngày nay, Zastava Arms còn sản xuất pháo, súng phòng không, súng trường, súng máy, lựu đạn và cả súng thể thao cho thị trường dân sự. 
Các sản phẩm nổi tiếng của công ty bao gồm súng bắn tỉa M76, súng trường tấn công M70, súng ngắn CZ 99... Ngoài ra vào năm 1993, Zastava đã thiết kế một khẩu súng bắn tỉa hạng nặng có tên gọi M93, hay được biết đến phổ biến hơn dưới tên gọi Black Arrow (Mũi tên đen).
Zastava Amrs đã dựa trên thiết kế của Mauser 98 - khẩu súng trường lừng danh đã trải qua quá trình phục vụ hơn 100 năm trước đó. Tuy nhiên M93 lớn hơn nhiều với cỡ nòng 12,7 mm tương thích 2 loại đạn 12,7 × 108 mm của khối Warsaw (hay của Nga) và 12,7 × 99 mm NATO (.50 BMG).